# Anisorhynchodemus
Anisorhynchodemus ist eine Gattung der Landplanarien im Tribus Rhynchodemini. Die Gattung wurde eingerichtet, um Arten einzuschließen, die aufgrund fehlender morphologischer Merkmale nicht in eine entsprechende Gattung eingeordnet werden können.

## Systematik
In der zweiten Hälfte des 19. Jahrhunderts und der ersten Hälfte des 20. Jahrhunderts wurden viele Arten der Landplanarien ausschließlich auf Grundlage ihrer äußeren Merkmale beschrieben. Heute basieren die Zuordnungen und Beschreibungen der Gattung auf der inneren Anatomie, vor allem der Anatomie der Fortpflanzungsorgane. Arten mit einer alten Beschreibung, die niemals in einer systematischen Übersichtsarbeit erneut beschrieben wurden und deren innere anatomische Merkmale unbekannt sind, können nicht der korrekten Gattung zugeordnet werden. Aus diesem Grund werden Arten des Tribus Rhynchodemini, deren Aufbau der Fortpflanzungsorgane unbekannt ist, vorübergehend der Gattung Anisorhynchodemus zugeordnet.

## Arten
Der Gattung Anisorhynchodemus werden die folgenden Arten zugeordnet:
- Anisorhynchodemus albicinctus (Graff, 1899)
- Anisorhynchodemus amboinensis (Graff, 1899)
- Anisorhynchodemus assimilis (Geba, 1909)
- Anisorhynchodemus belli (Graff, 1899)
- Anisorhynchodemus bistriatus (Grube, 1868)
- Anisorhynchodemus boehmigi (Graff, 1898)
- Anisorhynchodemus boholicus (Graff, 1899)
- Anisorhynchodemus borelli (Graff, 1894)
- Anisorhynchodemus bosci (Graff, 1899)
- Anisorhynchodemus cameliae (Furhmann, 1912)
- Anisorhynchodemus chuni (Graff, 1899)
- Anisorhynchodemus conradti (Graff, 1899)
- Anisorhynchodemus conspersus (Graff, 1899)
- Anisorhynchodemus cultratus (Graff, 1898)
- Anisorhynchodemus demani (Graff, 1899)
- Anisorhynchodemus diorchis (Furhmann, 1914)
- Anisorhynchodemus dubius (Spencer, 1892)
- Anisorhynchodemus diesingi (Graff, 1899)
- Anisorhynchodemus dugesi (Graff, 1899)
- Anisorhynchodemus excavatus (Graff, 1899)
- Anisorhynchodemus figdori (Graff, 1899)
- Anisorhynchodemus fletcheri (Spencer, 1892)
- Anisorhynchodemus forrestianus (Schröder, 1924)
- Anisorhynchodemus gebaboehmigi Kawakastsu, Froehlich, Jones, Ogren & Sasaki, 2003
- Anisorhynchodemus guttatus (Fletcher & Hamilton, 1888)
- Anisorhynchodemus hallezi (Graff, 1899)
- Anisorhynchodemus insularis (Graff, 1899)
- Anisorhynchodemus joubini (Hallez, 1894)
- Anisorhynchodemus kraepelini (Graff, 1899)
- Anisorhynchodemus laterolineatus (Spencer, 1892)
- Anisorhynchodemus leidyi (Graff, 1899)
- Anisorhynchodemus lineolatus (Graff, 1899)
- Anisorhynchodemus lubbocki (Graff, 1899)
- Anisorhynchodemus luteicolli (Graff, 1899)
- Anisorhynchodemus lindsaysianus (Schröder, 1924)
- Anisorhynchodemus maculatus (Furhmann, 1914)
- Anisorhynchodemus mediolineatus (Spencer, 1892)
- Anisorhynchodemus megophthalma (Loman, 1890)
- Anisorhynchodemus mertoni (Schröder, 1916)
- Anisorhynchodemus michaelsoni (Graff, 1899)
- Anisorhynchodemus miniatus (Graff, 1899)
- Anisorhynchodemus mitchellianus (Schröder, 1924)
- Anisorhynchodemus montanus (Mell, 1904)
- Anisorhynchodemus moseleyi (Fletcher & Hamilton, 1888)
- Anisorhynchodemus nematoides (Loman, 1890)
- Anisorhynchodemus nietneri (Humbert & Claparede, 1862)
- Anisorhynchodemus niger (Fletcher & Hamilton, 1888)
- Anisorhynchodemus nolli (Graff, 1899)
- Anisorhynchodemus obscurus (Fletcher & Hamilton, 1888)
- Anisorhynchodemus pellucidus (Graff, 1899)
- Anisorhynchodemus picta (Graff, 1899)
- Anisorhynchodemus pilleata (Whitehouse, 1915)
- Anisorhynchodemus procera (Graff, 1899)
- Anisorhynchodemus putzei (Graff, 1899)
- Anisorhynchodemus quadristriatus (Grube, 1868)
- Anisorhynchodemus rubrocinctus (Graff, 1899)
- Anisorhynchodemus scriptus (Steel, 1897)
- Anisorhynchodemus septemstriatus (Graff, 1899)
- Anisorhynchodemus sharpi (Graff, 1899)
- Anisorhynchodemus signata (Graff, 1899)
- Anisorhynchodemus simulans (Dendy, 1891)
- Anisorhynchodemus stenopus (Graff, 1894)
- Anisorhynchodemus tabatteldili (Graff, 1899)
- Anisorhynchodemus tetracelis (Haslauer-Gamish, 1981)
- Anisorhynchodemus trilineatus (Fletcher & Hamilton, 1888)
- Anisorhynchodemus tristis (Graff, 1899)
- Anisorhynchodemus varians (Graff, 1899)
- Anisorhynchodemus waburtonianus (Schröder, 1924)
- Anisorhynchodemus whiteleggei (Spencer, 1892)
- Anisorhynchodemus woodassimilis Kawakastsu, Froehlich, Jones, Ogren & Sasaki, 2003